# Ahmadi (gouvernement)
Ahmadi (Arabisch: Al Aḩmadī) is een gouvernement (provincie) in Koeweit.
Ahmadi telt 313.424 inwoners op een oppervlakte van 5120 km².
Ahmadi · Al-Asimah · Farwaniya · Jahra · Hawalli · Mubarak Al-Kabier